# Upstream

Sectores de la industria petrolera.

La industria petrolera se encuentra dividida en tres grandes sectores: upstream, midstream y downstream. Al upstream también se lo conoce como sector de exploración y producción (E&P).
Este sector incluye las tareas de búsqueda de potenciales yacimientos de petróleo crudo y de gas natural, tanto subterráneos como submarinos, la perforación de pozos exploratorios, y posteriormente la perforación y explotación de los pozos que llevan el petróleo crudo o el gas natural hasta la superficie. 
Con el desarrollo de métodos para extraer gas metano de vetas de carbón, se ha producido un cambio significativo hacia la inclusión del gas no convencional como parte del sector upstream, así como también los desarrollos correspondientes al procesamiento y transporte de gas natural licuado.